# Мультивак
Мультивак — вымышленный суперкомпьютер, фигурирующий в более чем дюжине научно-фантастических рассказов американского писателя Айзека Азимова. Как и большинство технологий, описанных Азимовым в его художественной литературе, точные характеристики Мультивака варьируются в зависимости от внешнего вида. Во всех случаях это правительственный компьютер, который отвечает на вопросы, поставленные с использованием естественного языка и обычно похоронен глубоко под землей в целях безопасности. Согласно его автобиографии «In Memory Yet Green», Азимов придумал название на основе названия UNIVAC, ранней ЭВМ. Азимов предположил, что «Univac» означает компьютер с одной вакуумной трубкой и решил, что компьютер с большим количеством таких трубок будет более мощным. Позже в рассказе «Последний вопрос» Азимов расшифровывает суффикс AC, как «аналоговый компьютер».